# William Fison
Sir William Guy Fison (25. oktober 1890 - 6. december 1964) var en britisk roer.
Fison var med ved OL 1912 i Stockholm, hvor han sammen med William Parker, Thomas Gillespie, Beaufort Burdekin, Frederick Pitman, Arthur Wiggins, Charles Littlejohn, Robert Bourne og styrmand John Walker udgjorde den ene af to britiske ottere. I finalen blev båden kun besejret af den anden britiske båd, mens en båd fra Tyskland vandt bronze.

## OL-medaljer
- 1912:  Sølv i otter